# .NET基金會
.NET基金會（英語：.NET Foundation），2014年3月31日由微軟公司成立與贊助的獨立自由軟體組織，其宗旨在於推進與維護微軟公司開放原始碼後的.NET框架。它扮演軟體社群與商業開發者之間的對話窗口，希望能夠擴大與加強以.NET框架技術為核心的軟體生態系統。其理事會成員包括米格爾·德伊卡薩、Gianugo Rabellino與Jay Schmelzer，由Jay Schmelzer擔任辦公室總裁。

## 歷史
2014年4月，微軟公司宣布成立.NET基金會，同時宣布釋出.NET編譯器平台Roslyn，作為開放原始碼軟體。11月，微軟公司宣布釋出在伺服器上運行的.NET Core原始碼，交由.NET基金會管理，鼓勵自由軟體社群參與將.NET軟體平台移植到Linux與Mac OS上的專案。

## 外部連結
- 官方首頁（页面存档备份，存于）